# Amalia Abad Casasempere
Amalia Abad Casasempere (Alcoy, 11 de diciembre de 1897-Alcoy. 21 de septiembre de 1936) fue una mártir católica, asesinada durante la guerra civil española.

## Biografía
Se casó con el capitán del Ejército Luis Maestre Vidal (desaparecido en la guerra de Marruecos en 1924), con quien tuvo tres hijas, una de ellas fallecida al nacer.
En 1932 era presidenta de la Sección Política de la Junta de las «Margaritas» (mujeres carlistas) y presidenta de la Sección Electoral. Se ocupó de la formación de las jóvenes margaritas, y organizó ejercicios y retiros espirituales. Pertenecía también a la Acción Católica y otras organizaciones religiosas. Su militancia en la Comunión Tradicionalista y en las asociaciones católicas la enemistaron con los sectores izquierdistas más radicales. Estallada la guerra civil española, llegó a esconder a dos religiosas en su casa, durante el período de persecución.
Fue, por eso, apresada el 21 de septiembre de 1936 en el antiguo colegio de las Esclavas, donde recibió malos tratos. Cinco días después, el 25 de septiembre, la trasladaron a Benillup (Condado de Cocentaina), donde fue asesinada a tiro de fusil, por los milicianos, y abandonada en la cuneta de la carretera que va a Almudaina.
Fue beatificada por el papa San Juan Pablo II el 11 de marzo de 2001 juntamente con 232 otros mártires de la Guerra Civil.